# Grover Cleveland
Stephen Grover Cleveland (18 de març, 1837 – 24 de juny, 1908) va ser el vint-i-dosè i vint-i-quatrè president dels Estats Units d'Amèrica. Cleveland és un dels dos únics dos presidents, junts a Donald Trump, que va exercir el càrrec dues legislatures no consecutives (1885–1889 i 1893–1897), i va guanyar en vot popular les eleccions de 1888 tot i que va ser elegit Benjamin Harrison en vots delegats, va ser l'únic Demòcrata elegit a la Presidència durant l'era política dominada pels Republicans que va anar des del 1860 fins al 1912. Els admiradors de Cleveland n'elogiaven la seva honestedat, independència, integritat i el seu compromís amb els principis del liberalisme clàssic. Com a líder dels Demòcrates de Bourbon, s'oposà a l'imperialisme, a les taxes, als subsidis i a les pòlisses inflacionistes; però com a reformista, també treballà contra la corrupció, el patronatge i el caciquisme estatunidenc.

## Biografia
En 1841, el seu pare, el ministre presbiterià Richard F. Cleveland, es va traslladar amb la seva família a Fayetteville, i després a Clinton, totes dues a l'estat de Nova York, i, a les escoles d'ambdues poblacions, va fer Cleveland els seus estudis. La mort del seu pare, el 1853, el va obligar a procurar-se la subsistència, i la primera feina que va exercir va ser la de mestre a la Institució per als cecs, de Nova York. Poc temps després se'n va anar a Cleveland (Ohio), amb el propòsit d'estudiar i practicar les lleis. No obstant això, al seu pas per Buffalo va ser induït per un parent seu a romandre-hi, facilitant-li una col·locació al despatx d'un advocat prestigiós. Va començar a exercir el 1859, i el 1863 se'l va nomenar fiscal suplent del districte, al comtat d'Erie. El 1865, va ser cadidat per la fiscalia i va sortir derrotat, però el 1879 va guanyar el lloc de magistrat. El 1881 va presentar la seva candidatura com a demòcrata per a l'alcaldia de Buffalo. La ciutat era altament republicana, però el continu gaudi del càrrec per un mateix partit havia engendrat una manifesta corrupció, i la gent honrada, sense distinció de color polític, volia posar límit a tant d'abús. Cleveland triat per una gran majoria, va reorganitzar totes les dependències que estaven a càrrec seu, va tirar a baix les combinacions sospitoses, i ràpidament va deixar sense efecte tota mesura que tingués el menor aspecte de desaprofitament o immoralitat. Els seus notables serveis van ser recompensats el 1892 quan el partit democràtic el va proposar per a governador de Nova York. El seu contrincant era Charles J. Folger, llavors ministre d'hisenda, amb el president Chester Alan Arthur.
El partit republicà d'aquell Estat es trobava profundament dividit, i entre els elements independents hi regnava un gran desconcert cap als mitjans que havien assegurat el nomenament de Folger. La reputació de Cleveland, com a reformador, advocava granment en favor seu, i així va resultar elegit per una extraordinària majoria. La seva conducta com a governador es va assenyalar per rellevants qualitats d'integritat, independència i bon judici, i ben aviat va començar a sonar el seu nom com un candidat per a la presidència. A la Convenció nacional democràtica de 1884, va ser el candidat més afavorit en el primer escrutini, i en el segon, malgrat una viva oposició, va obtenir els vots necessaris. Va guanyar l'elecció per 219 vots, contra 182 que va obtenir Jakob C. Blaine.
El 1886 va contreure matrimoni amb Francis Folson. La seva gestió va ser caracteritzada, particularment, pel seu afany a la reducció dels impostos, i la seva viva oposició a deixar passar certs decrets, que ell qualificava d'indignes. Durant la seva presidència va posar el veto, o va deixar dormir indefinidament més de 400 decrets, 300 concedint pensions. A les primeres Corts, ja va manifestar cert antagonisme amb el Senat, per negar-se a exposar a aquest cos les seves raons, per deixar cessants a certs empleats, o lliurar-li els oficis, ordenant aquestes cessanties, doncs, segons ell, president, basat en la Constitució, no venia a donar compte al Congrés de semblants actes, i que els oficis, en qüestió, no eren documents oficials.
En les eleccions presidencials dels Estats Units de 1892 va ser elegit novament, vencent a Benjamin Harrison per gran majoria. Durant aquesta segona presidència, davant de la violenta oposició d'una gran massa del mateix partit, es va aferrar inflexiblement al manteniment del tipus or. Va convocar Corts extraordinàries l'estiu del 1893, i va aconseguir que fos revocada la llei decretada per John Sherman el 1890, i en virtut de la qual el govern havia d'adquirir grans quantitats de plata en pasta. Va mantenir les reserves d'or, mitjançant les emissions successives de bons.
Quan la majoria democràtica va aprovar un projecte de llei sobre impostos, va deixar que adquirís força de llei, però no va voler signar-la, considerant inadequats molts dels seus articles. També es va celebrar, durant el seu mandat, l'exposició de Chicago, a la qual van assistir, en representació d'Espanya, la infanta Eulàlia i el seu marit, que van ser rebuts pel president amb grans honors (1893). En ocórrer la gran vaga ferroviària de Chicago, de 1894, va ordenar que les tropes de la nació custodiessin el moviment per a <impedir l'obstrucció dels correus>, mesura que li va valer la protesta de diversos Estats. Pel que fa als assumptes exteriors, la segona administració de Cleveland, es va assenyalar per l'anul·lació del tractat d'annexió de les Hawaï, negociat pel president Harrison; per l'augment de llustre i fermesa que va donar a la doctrina de James Monroe, amb la seva vigorosa i recompensada insistència sobre la submissió a arbitratge del plet que, per qüestió de límits venien sostenint Anglaterra i Veneçuela feia molt de temps, i per haver concedit la promulgació de l'arbitratge, a la qüestió del mar de Behring.
A conseqüència, principalment, de la seva actitud en la qüestió monetària, la seva candidatura no va ser ratificada per la Convenció nacional democràtica del 1896. En iniciar-se la Guerra d'Independència de Cuba contra Espanya, va resistir la pressió dels partidaris d'una intervenció, negant-se també a concedir la bel·ligerància als cubans, però no va fer res per evitar la propaganda filibustera, no va impedir tampoc que des dels Estats Units s'enviessin auxilis a Cuba. Més endavant va definir encara més la seva actitud demanant al govern espanyol que concedís àmplies reformes a Cuba i oferint-se per intervenir en la pacificació d'aquella illa, cosa que no li va ser acceptada. El desembre de 1896 va dirigir un missatge al Congrés on qualificava la cruel guerra de Cuba, afirmant que encara que els Estats Units mantenien la seva neutralitat, no podria assegurar el mateix sempre, especialment per al cas que Espanya no pogués acabar la guerra.
A la següent campanya presidencial, va donar suport al general Parmer, candidat dels demòcrates monometalistes. Després es va retirar aparentment de la política i va fixar la seva residència a Princeton, a la universitat de la qual va estar fent conferències durant diversos cursos. El 1898, en annexionar-se els Estats Units, com a conseqüència del Tractat de París, Cuba, Puerto Rico i Filipines, va protestar de semblant política que va qualificar de contrària als principis de Washington. El 1907 va reaparèixer momentàniament a la vida pública exposant la seva opinió sobre la crisi monetària i la manera de remeiar-la. Va ser un president respectat, fins i tot dels seus enemics, que van reconèixer l'honradesa dels seus propòsits, i un sever administrador i gelós que en aquest concepte més que el d'un gran polític havia guanyat les simpaties cordials de la major part del poble nord-americà.
Va publicar: Presidentail Problems (1904), i el seus Writings and Speeches, que van ser publicats per Parker el 1892.

## Honors i homenatges
El retrat de Cleveland es trobava en el bitllets de 1.000 dòlars ($) dels EUA des de 1928 fins al 1946. També va reaparèixer en el bitllets de 1000 $ l'any 1907 i en els primers exemplars dels de 20$ de la Reserva Federal de Bitllets des de 1914.
Per ser tant el 22è com el 24è President, el seu retrat apareix en dos monedes de dòlar separades que s'encunyaran el 2012 com a part del Presidential $1 Coin Program (Programa presidencial de monedes d'1 $) de 2005.
L'any 2006, Free New York, un grup recerca sense ànim de lucre i no partidista, va començar a recaptar fons per adquirir l'anterior Biblioteca Fairfield a Buffalo i transformar-la en la Biblioteca i Museu Presidencial Grover Cleveland (Grover Cleveland Presidential Library & Museum).